# 24 км (Оренбургская область)
24 км — разъезд в Соль-Илецком городском округе Оренбургской области, ранее в составе бывшего Саратовского сельсовета Соль-Илецкого района.

## География
Находится на железнодорожном перегоне станция Илецк-1 — станция Маячная на расстоянии примерно 5 километров по прямой на северо-запад от окружного центра города Соль-Илецк.

## Климат
Климат континентальный с холодной часто малоснежной зимой и жарким, сухим летом. Средняя зимняя температура −15,8 °C; Средняя летняя температура +21,2 °C. Абсолютный минимум температур −44 °C. Абсолютный максимум температур +42 °C. Среднегодовое количество осадков составляет 320 мм.

## История
Разъезд появился в 1903-м году вместе со строительством железной дороги Оренбург — Илецк.

## Население
Постоянное население составляло 25 человек в 2002 году (48 % русские, 40 % казахи), 14 в 2010 году.